# Prêmio TVyNovelas de melhor ator protagonista
O Prêmio TVyNovelas de melhor ator protagonista (no original em espanhol: Premio TVyNovelas al mejor actor protagónico) é um dos prêmios oferecidos durante a realização do Prêmio TVyNovelas, destinado ao melhor ator protagonista ou antagonistada televisão mexicana.

## Premiados e indicados
| Ano  | Vencedor                | Telenovela                     |
| ---- | ----------------------- | ------------------------------ |
| 1983 | Jorge Martínez de Hoyos | Gabriel y Gabriela             |
| 1984 | Ernesto Alonso          | El maleficio                   |
| 1985 | Sergio Jiménez          | La traición                    |
| 1986 | Humberto Zurita         | De pura sangre                 |
| 1987 | Gonzalo Vega            | Cuna de lobos                  |
| 1988 | Eduardo Yáñez           | Senda de gloria                |
| 1989 | Humberto Zurita         | Encadenados                    |
| 1990 | Héctor Bonilla          | La casa al final de la calle   |
| 1991 | Eduardo Yáñez           | Yo compro esa mujer            |
| 1992 | Humberto Zurita         | Al filo de la muerte           |
| 1993 | Arturo Peniche          | María Mercedes                 |
| 1994 | Eduardo Palomo          | Corazón salvaje                |
| 1995 | Humberto Zurita         | El vuelo del águila            |
| 1996 | Luis José Santander     | Lazos de amor                  |
| 1997 | Juan Soler              | Cañaveral de pasiones          |
| 1998 | Sergio Goyri            | Te sigo amando                 |
| 1999 | Andrés García           | El privilegio de amar          |
| 2000 | Jorge Salinas           | Tres mujeres                   |
| 2001 | Fernando Colunga        | Abrázame muy fuerte            |
| 2002 | Mauricio Islas          | Mauricio Islas                 |
| 2003 | Juan Soler              | La otra                        |
| 2004 | Fernando Colunga        | Amor real                      |
| 2005 | Eduardo Santamarina     | Rubi                           |
| 2006 | Fernando Colunga        | Alborada                       |
| 2007 | Eduardo Yáñez           | La verdad oculta               |
| 2008 | Eduardo Yáñez           | Destilando amor                |
| 2009 | Alejandro Camacho       | Alma de Hierro                 |
| 2010 | Pedro Fernández         | Hasta que el dinero nos separe |
| 2011 | Fernando Colunga        | Soy tu dueña                   |
| 2012 | Jorge Salinas           | La que no podía amar           |
| 2013 | David Zepeda            | Abismo de pasión               |
| 2014 | Juan Diego Covarrubias  | De que te quiero, te quiero    |
| 2015 | Sebastián Rulli         | Lo que la vida me robó         |
| 2016 | Pablo Lyle              | La sombra del pasado           |
| 2017 | Sebastián Rulli         | Tres veces Ana                 |
| 2018 | Sebastián Rulli         | Papá a toda madre              |
| 2019 | Michel Brown            | Amar a muerte                  |